# Кутово
Ку̀тово е село в Северозападна България, община Видин, област Видин.

## География
Село Кутово се намира на около 12 км от гр. Видин и на около 2 км от р. Дунав и от моста Видин-Калафат или още известен като мост „Нова Европа“.

## История
На базата на археологически находки се предполага, че населено място е имало на мястото на настоящото село Кутово още преди Римския период. За известно време селото носело името Курто, което в превод от турски означава „вълк“, тъй като според легендите в околностите върлувал страшен вълк единак, който опустошавал местните стада от домашни животни. Впоследствие постепенно името се променя, за да се стигне до съвременния му вариант – Кутово. Говоримият език в селото е бил предимно влашки. Младите поколения обаче говорят все по-малко влашкия език и той постепенно изчезва.

## Население
Преброяване на населението през 2011 г.
Численост и дял на етническите групи според преброяването на населението през 2011 г.:
|                     | Численост | Дял (в %) |
| Общо                | 735       | 100,00    |
| Българи             | 664       | 90,34     |
| Турци               | 0         | 0,00      |
| Цигани              | 0         | 0,00      |
| Други               | 52        | 7,07      |
| Не се самоопределят | 0         | 0,00      |
| Неотговорили        | 17        | 2,31      |

## Религии
Жителите на селото са православни християни.

## Обекти на селото
- Кметство
- Аптека
- Дом за стари хора
- Парк
- Хлебарница
- Търговски магазини
- Училище „Св. св. Кирил и Методий“
- Мелница
- Гробище
- Здравен пункт
- Кино
- Бензиностанция
- Читалище „Просвета“ (библиотека)

## Културни и природни забележителности
В селото се намира най-старата църква в Златорожието – храмът „Св. св. Петър и Павел“, построен през 1873 г. Църквата е построена от дебърските майстори Яков и Манол. В двора на църквата се намира и паметникът на загиналите за обединението на България през Балканската и Първата световна война, общо 33-ма жители на селото.
Читалище „Просвета“ в с. Кутово е създадено през 1937 г. Библиотеката притежава над 16 хил. тома. Сформираните народен хор и танцова група представят селото на много местни, общински и областни мероприятия. Танцовият състав за автентичен фолклор участва неколкократно в Националните събори на народното творчество в Копривщица и е лауреат на златни медали през 1986, 1991 и 2000 г. През 1992 г. екип на БНТ заснема филм за състава. Части от филма и участията на състава в Копривщица са излъчвани неколкократно във фолклорни предавания на телевизията. НЧ „Просвета-1937 г.“ с. Кутово, общ. Видин организира фестивал на народната носия „От раклата на баба“, с голяма посещаемост и голям интерес.
Между селата Кутово и Антимово (до 1991 година с. Златен рог 1 и Златен рог 2) има прекрасен парк, разположен на около 50 дка площ. В него растат редки видове дървесна растителност.
В дунавската акватория на Кутово се намира Голият остров. Той е местообитание на редки видове птици и е включен в „Натура 2000“.

## Редовни събития
- „Св. Петър и Павел“.

„Св. Петър и Павел“ е духовният празник на село Кутово и се провежда на 29 юни. Още преди зазоряване се ходи на гробищата, кади се, палят се свещи, разнася се в памет на починалите. След това има църковна служба. Всяка година местното читалище организира курбан за здравето на кутовчани в черковния двор. По домовете се разнася варено жито, прясно мляко, ябълки петровки и други пресни плодове и зеленчуци. Прави се помен в памет на починалите близки, роднини, починали предишната година като се разнася: маса, стол, прибори за хранене, най-различни храни и други неща. Всичко което е за разнасяне, се освещава от свещеник. На площада в селото също така се събират и много сергии със забавления, а вечер на площада се събират хора от селото, играят хоро и се веселят.
- „Великден“

Великден е от празниците с плаваща дата, но всяка година на този празник в селото традиционно се боядисват яйца. Най-присъща е все още спазваната традиция в този край раздаване с „Бог да прости“ или накратко „разнасяне“ (близки на починали, раздават великденски пакети с боядисани яйца, домашни сладки и сарми). По стар обичай яйцата се боядисват най-добре и по-често с шума от кромид лук. На този празник в селото оркестър свири „духова“ музика (с духови инструменти), играят се хора и се разнася на събралите се на хорото хора, освен великденски пакети и дрехи. Празнуват именяците, които се казват Величко, Величка, Велика, Велизара, Пасха, Паскуалина, Паскалина, Паскуалино, Паскал.
- „Коледа“

Коледа е на 25 декември. В селото през месец декември хората обичайно колят прасета, от които се правят традиционните пълнени черва (Свинска Баба), суджуци и домашна сланина с подправки. На Коледа също се спазва традицията с „разнасяне“. Разнася се в чиния, кюфтета или пържено свинско месо, най-различни сладки и чаша домашно червено вино. В Кутово все още има млади хора, които продължават традицията да коледуват (коледари), пеят коледни песни от къща на къща за здраве и берекет.

## Личности
През 1987 година футболният отбор „Дунав“ на селата Златен рог 1 и Златен рог 2 (след 1991 – Кутово и Антимово) става републикански селски шампион в Националното първенство, благодарение на плеядата от опитни и талантливи футболисти, като:
- Диониси Недялков (Боци) – играл в голямата зона в отбора на „Ком“ (Берковица)
- Евлоги Станев (Даскала) – играч на ФК Сливен и на „Бенковски“/„Бдин“ (Видин)
- Братя Маринови – Венелин (Зебрата) и Любомир (Страци) – играли в отборите: „Червено знаме“ (Радомир), „Септември“ (София), „Миньор“ (Перник), „Септемврийска слава“ (Михайловград) и „Бенковски“/„Бдин“ (Видин)
- Емил Мидолевскиев (Мандата) – участник в отбора на „Арда“ (Кърджали)
- Виктор Костадинов (Коди) – играч на „Арда“ (Кърджали)
- Техни наследници и възпитаници на Златорожката школа са: Васил Калоянов, Румен Дионисиев, Бисер Андреев, Юлиян и Валери Маринови и други.
- Дарин Дионисиев Петров – през 2004 година става сребърен медалист на националния шампионат по джудо за мъже.
- Евстати Аристотелов – видински футболист и вратар от отбор „Дунав“

## Други
В селото е имало средно общообразователно училище „Св. св. Кирил и Методий“, в което учели деца от селата Кутово, Антимово, Покрайна, Кошава и Сланотрън. Закрито през 2008 г.
В селския парк е имало културен дом, бар-аперитив и кино, което също е закрито и разрушено. Съществува опасност от срутване на сградата, в която се е помещавало управлението на АПК „Златорожие“.

### Кухня
Кухнята в този регион е повлияна от близките по съседство страни Румъния и Сърбия, като най-трайни отпечатъци са останали в ястия, като:
- Сарми с кисело зеле с домашно приготвена свинска кайма
- Качамак (мамалига)
- Папица (лятна чорба от кисели сливи, сушени люти чушки и чесън)
- Домашно червено вино
- Подсладена баница с домашно сирене и яйца
- Суджук (домашна наденица)